# Wanda Popiak
Wanda Maria Popiak (ur. 11 lipca 1927 w Zaklikowie koło Kraśnika, zm. 11 marca 2019 w Warszawie) – filolog klasyczna, latynistka, prof. dr hab. Uniwersytetu Warszawskiego, dydaktyk, autorka podręczników do nauki języka łacińskiego, popularyzatorka wiedzy o kulturze antycznej. Pomysłodawczyni i organizatorka ogólnopolskiej Olimpiady Języka Łacińskiego (1982), trwającej do chwili obecnej. Działaczka i członek honorowy Polskiego Towarzystwa Filologicznego.

## Życiorys
Wychowywała się w rodzinie katolickiej, w środowisku hołdującym wartościom powstań niepodległościowych, które kształtowały jej postawę wobec idei, ludzi i świata. Rodzice: Teofila z domu Olechowska (1887–1981) i Roman Popiak (1878–1958) oraz ich antenaci od pokoleń mieszkali w Zaklikowie, utrzymując się z niewielkiego gospodarstwa rolnego. Ojciec dodatkowo trudnił się rzemiosłem murarskim; każdego roku wyjeżdżał do Warszawy, gdzie był cenionym konserwatorem kościołów.
Od 1935 roku mieszkała wraz z rodzicami na Okęciu, obecnie należącym do Warszawy. Po powstaniu warszawskim zdobyła wykształcenie w Liceum Ogólnokształcącym im. M. Konopnickiej w Warszawie – w roku 1947 otrzymała świadectwo dojrzałości. W latach 1947–1952 studiowała filologię klasyczną oraz filologię polską na Wydziale Humanistyczno-Filologicznym Uniwersytetu Warszawskiego. Dyplom magistra filozofii w zakresie filologii klasycznej uzyskała w roku 1952 na podstawie pracy Lucretius quid de anima senserit przygotowanej pod kierunkiem prof. dr. Adama Krokiewicza. W czasie studiów i po ich ukończeniu była represjonowana przez władze komunistyczne – była wielokrotnie zatrzymywana, straciła pracę najpierw w Polskiej Akademii Nauk (1953), następnie w Muzeum Narodowym w Warszawie (1954), a po latach także na Uniwersytecie Warszawskim (1981). W latach 1955–1960 pracowała w bibliotece wojskowej, a w okresie 1961–1992 nauczała języka łacińskiego w warszawskich liceach ogólnokształcących (Czackiego, Reja, Zamojskiego, Jose Marti) oraz w różnych instytucjach oświatowych w Warszawie (Ośrodek Metodyczny, Kuratorium, Instytut Programów Szkolnych, Instytut Kształcenia Nauczycieli). W tym czasie pracowała także jako lektor języka łacińskiego w Akademii Medycznej, na Uniwersytecie Warszawskim zaś wykładała metodykę nauczania języka łacińskiego (1974–1981). W roku 1979 uzyskała stopień doktora nauk humanistycznych na Wydziale Polonistyki Uniwersytetu Warszawskiego na podstawie dysertacji pt. Składnia łacińska w szkole polskiej od XV w. do czasów Komisji Edukacji Narodowej – z badań nad podręcznikami gramatyki łacińskiej w Polsce przygotowanej pod kierunkiem prof. dr Marii Cytowskiej. W roku 1992 na Wydziale Pedagogicznym Uniwersytetu Warszawskiego uzyskała habilitację na podstawie monografii pt. Języki klasyczne – łacina i greka – w średniej szkole ogólnokształcącej w Polsce w latach 1919–1939. Po habilitacji, w latach 1993–2018, była nauczycielem akademickim na kilku wyższych uczelniach w kraju (Warszawa, Białystok, Siedlce, Płock). Prowadziła wykłady z różnych dziedzin kultury i literatury antycznej – osiągając 65 lat pracy pedagogicznej.

## Zainteresowania naukowe

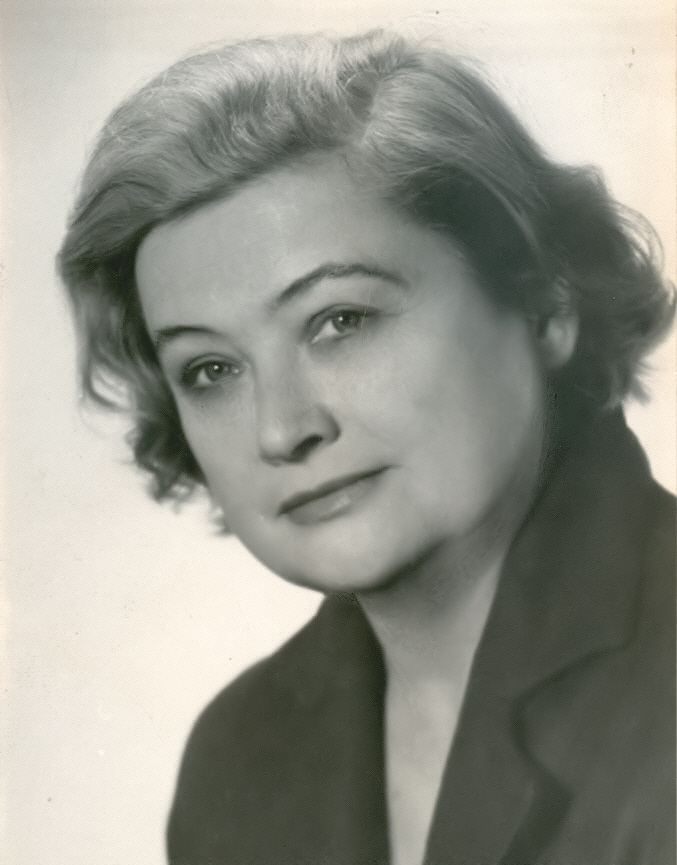
Na fotografii z 1982r.

Przedmiotem zainteresowań prof. Wandy Popiak była szeroko pojęta kultura antyczna (reprezentowana przez trzy centra świata starożytnego: Ateny, Jerozolimę i Rzym) oraz jej wpływ na kulturę i tożsamość Polski i Europy. Odbyła w tym celu wiele podróży zagranicznych (Włochy, Grecja, Francja, Irak, Turcja, Palestyna, Jordania) i brała udział w licznych konferencjach krajowych i zagranicznych (m.in. Syrakuzy 1987 i 1996, Piza 1989). Była wytrwałym popularyzatorem wiedzy o kulturze antycznej.
Przedmiotem jej szczególnych zainteresowań naukowo-dydaktycznych były języki klasyczne oraz podręczniki do nauki języka łacińskiego i eksperymentalne metody nauczania tego języka.

## Olimpiada Języka Łacińskiego
Była pomysłodawczynią Olimpiady Języka Łacińskiego i organizatorką ponad dwudziestu pierwszych ich edycji. Działając w ramach Polskiego Towarzystwa Filologicznego, w 1982 roku doprowadziła do powołania przez ministra oświaty i wychowania Komitetu Głównego Olimpiady Języka Łacińskiego. Olimpiada, której pierwsza edycja odbyła się w roku szkolnym 1982/1983, jest nadal organizowana.

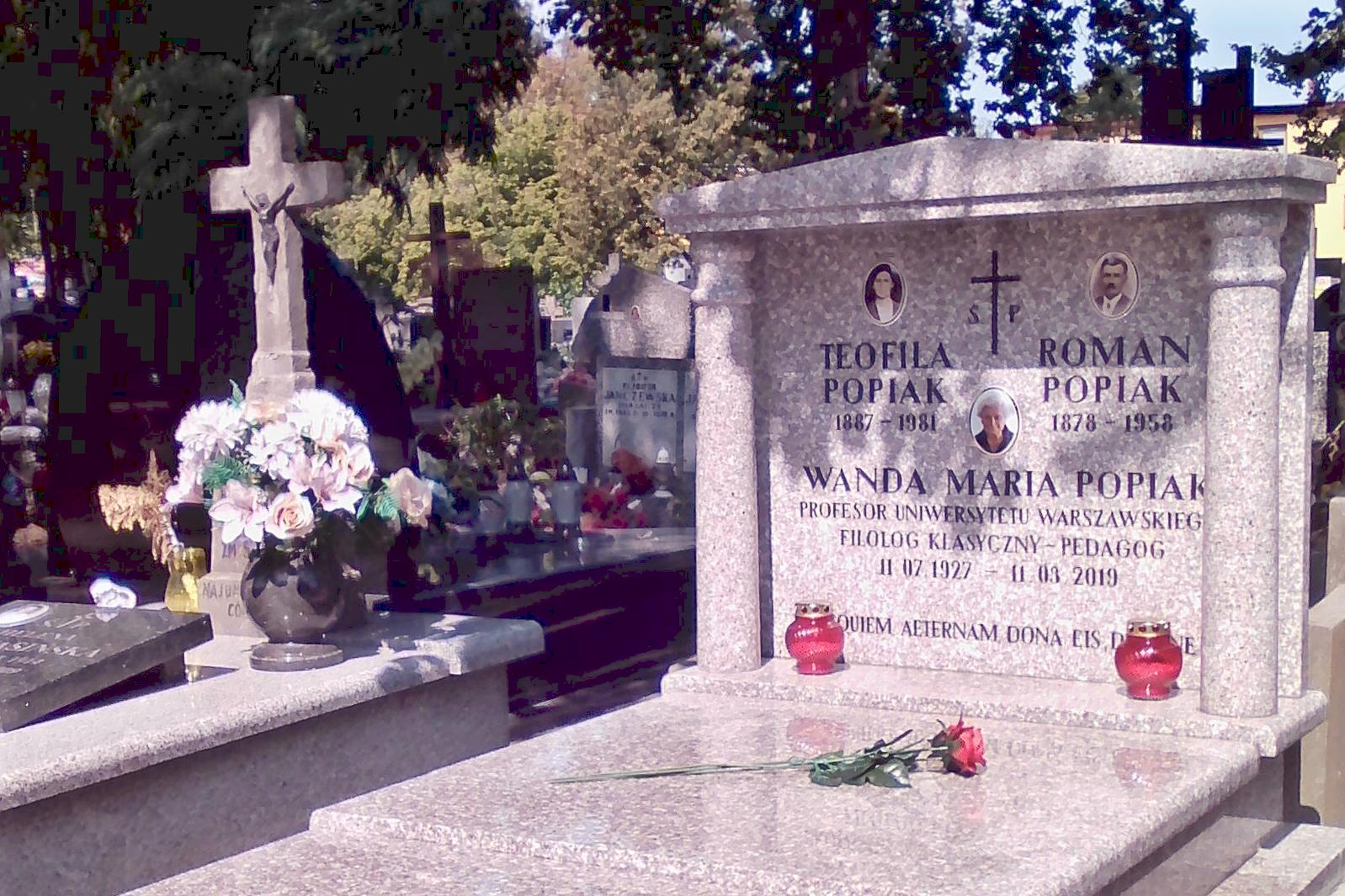
Grób Wandy Popiak na Cmentarz na Służewie przy ul. Wałbrzyskiej w Warszawie (linia 13 lewa, nr 50)

## Działalność w organizacjach
Była członkiem wielu organizacji oraz instytucji naukowych i społecznych, między innymi:
- Sodalicja Mariańska Akademików w Warszawie (od 1948)
- Polskie Towarzystwo Filologiczne (od 1953, a od 2003 jako Członek Honorowy)
- Komitet Główny Olimpiady Języka Łacińskiego (1982–2006)
- Towarzystwo Opieki nad Ociemniałymi w Laskach (od 2006; była wielokrotnym donatorem ośrodków dla dzieci niewidomych w Polsce i na Ukrainie prowadzonych przez Siostry Franciszkanki Służebnice Krzyża)
- Towarzystwo Kultury Polskiej im. Juliusza Słowackiego w Atenach (od 2012)

Brała aktywny udział w spotkaniach wielu instytucji naukowych i środowisk kulturalnych:
- Komitet Nauk o Kulturze Antycznej PAN
- Zespół Historii Nauki XIX/XX w. IHN PAN
- Klub Publicystyki Kulturalnej SDP
- Duszpasterstwo Akademickie i Caritas Academica przy kościele św. Anny w Warszawie

## Publikacje (wybór)
- Języki klasyczne – łacina i greka – w średniej szkole ogólnokształcącej w Polsce w latach 1919–1939, Warszawa 1990
- Linguam Latinam discimus – Podstawy nauki języka łacińskiego, Warszawa 1991
- Z zagadnień dydaktyki – kształtowanie umiejętności tłumaczenia tekstów łacińskich w praktyce szkolnej, Warszawa 1991, Łódź 1997
- Ćwiczenia łacińskie, Warszawa 1990
- Nota – Ignota – Krótki kurs języka łacińskiego, Warszawa 1995
- Od Priscjana do Konarskiego. Dydaktyka składni łacińskiej w polskiej szkole, Siedlce 1996
- Festina lente. Antologia i ćwiczenia łacińskie, Warszawa 1997
- Linguarum Methodus Novissimae Jean Amons Komensky, Organon 2002, nr 31
- Łacińska proza naukowa, Gniezno 2001
- Wokół motywów antycznych w poezji Z. Herberta, Białystok 2001
- Przeszłość w teraźniejszości – kultura, wartości, Toruń 2003
- Łacina i greka w polskiej szkole w latach 1919–1939, Warszawa 2005, wyd. II
- Sokrateńskie spotkanie człowieka z człowiekiem, Warszawa 2008
- Alvarez Emanuelis syntaxis – Przez dwa wieki, Poznań 2008
- The image of Plato’s Sokrates, Athens 2013
- Lingua Latina dla studentów wydziałów historycznych. Cz. I i II, Warszawa 1958
- Program nauczania języka łacińskiego dla liceów medycznych po klasie VIII i IX, Warszawa 1961
- Rudimenta Linguae Latinae Medicinalis. Warszawa, klasa I 1975, klasa II 1978
- O książce T. Bieńkowskiego „Antyk w literaturze staropolskiej”, Języki Obce w Szkole 1978, nr 5
- Sprawozdanie – I Olimpiada, Języki Obce w Szkole 1983, nr 5
- Linguam Latinam discimus – Podstawy nauki języka łacińskiego, Warszawa 1991
- Cyceron wychowawcą i nauczycielem Rzymian, Edukacja i Kultura 1994, nr 4
- Dziedzictwo kultury antycznej, Ateny 2012

## Nagrody i odznaczenia
- Złoty Krzyż Zasługi (1975)
- Krzyż Kawalerski Orderu Odrodzenia Polski (1983)
- Medal Komisji Edukacji Narodowej (1986)
- Medal za Zasługi dla Oświaty (1992)
- Dyplom – Nagroda im. Kazimierza Kumanieckiego, przyznany przez PTF (1984)
- List Gratulacyjny Rektora Wyższej Szkoły Pedagogicznej w Warszawie z okazji 50-lecia pracy pedagogicznej (2003)
- List Gratulacyjny Rektora Akademii Medycznej w Warszawie z okazji 50-lecia pracy pedagogicznej (2003)
- Dyplom Uznania Polskiego Towarzystwa Lekarskiego (2006)